# Etnias de Uganda

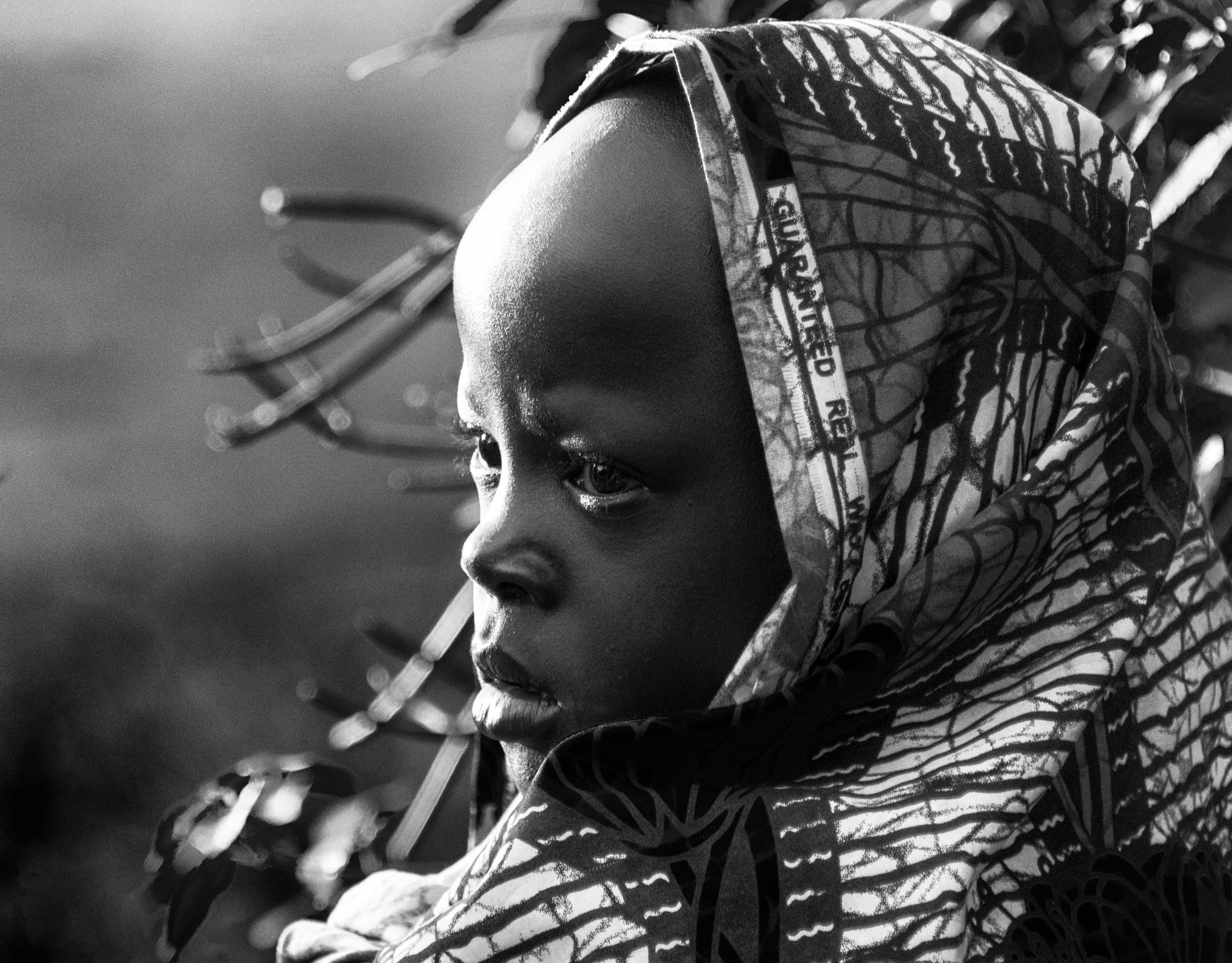
Chica dodoth de los karamajong

En Uganda había, en noviembre de 2024, una población estimada de 50.632.029 habitantes, el 0,61% de la población mundial, con una densidad de 250 habitantes por kilómetro cuadrado y una media de edad de 16,7 años. Se estima que en 2050 habrá 85,5 millones de habitantes y una densidad de 428 hab/km², ya que Uganda tiene una natalidad de 4,17 hijos por mujer, que descenderá a 2,61 hijos en 2050, con un aumento de la edad media a 24 años. La tasa de fertilidad es más elevada en el campo, donde las mujeres tienen menos poder de decisión. La población está más concentrada en las zonas centrales y meridionales del país, especialmente a orillas de los lagos Victoria y Alberto. El norte y el nordeste están menos desarrollados a causa de los conflictos (Guerra civil ugandesa, Ejército de Resistencia del Señor y problemas tribales) y desastres naturales. La esperanza de vida es del 68,5 años. la ciudad más poblada es Kampala, con 1,35 millones de habitantes, seguida de Gulu, con 147.000 hab. 

## Grupos étnicos principales
En Uganda, hay cuatro grupos étnicos principales, con distintos orígenes: los bantúes viven en el oeste e incluyen las tribus baganda (16,5%), ankole (9,6%), basoga (8%), bakiga (7,1%), batoro, bunyoro, banyarwanda, bagisu (4,9%), bagwere y bakonjo; los nilóticos, en el norte, incluyen las etnias lango (6,3%), acholi (4,4%), atekerín,  alur, adhola, luhya y jonam; los nilo-hamitas incluyen las etnias iteso (7%), karamojong, kumam, kakwa, kuliak, sebei, pokot, labwor y tepeth, y los sudaneses, que incluyen las tribus lugbara (3,3%), madi y lendu. Los hamitas están formados principalmente por los bahima. Los árabes y el resto de componentes de la población se hallan a distancia en número.
Más allá de los grupos étnicos, en Uganda se hablan unas 30 lenguas. Los idiomas oficiales son el inglés y el suajili. La lengua bantú más hablada es el luganda, que se habla en la región Buganda.

## Etnias

### Grupos bantúes
Los hablantes bantúes viven en el centro, sur y partes occidentales de Uganda. El Proyecto Josué ha encontrado 67 etnias, incluyendo cubanos (9.600), chinos (18.000), británicos (4.300) y franceses (1.500).

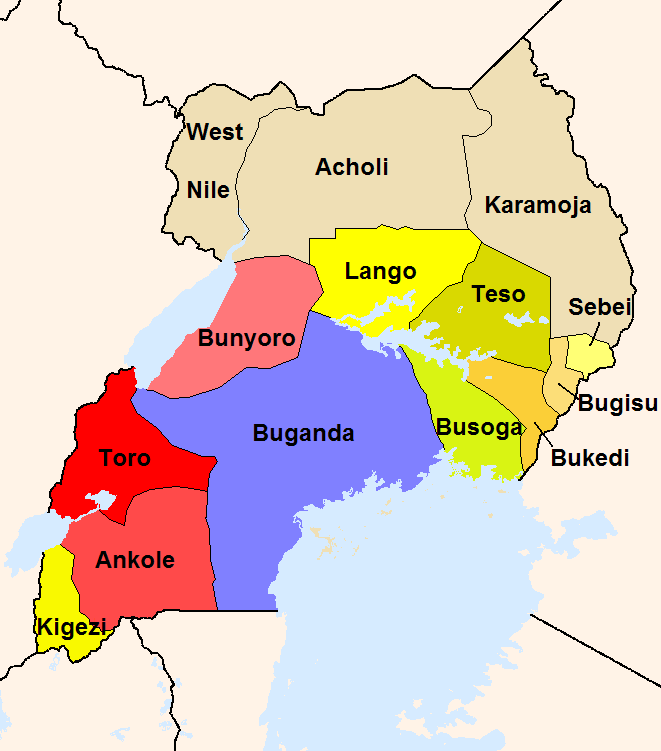
Subdivisiones del protectorado británico en Uganda. Límites de 1926: en las áreas de color rojo y en Buganda (azul) se mantuvieron los reinos tradicionales. En el área de color amarillo se introdujo una administración parecida a la existente en Buganda. En las áreas de color marrón no existían reinos tradicionales.

- Baganda o ganda, unos 8,865 millones en 2024. Son el grupo étnico más numeroso del país. Viven entre el lago Victoria, al sur; el río Nilo, al este y el lago Kyoga, al norte.

- Ankole, nyankole o hima, unos 4 millones. Al sudoeste de Uganda y al oeste del lago Eduardo.

- basoga o soga, unos 3,95 millones.

- Bakiga, kiga o abakiga (el pueblo de las montañas), unos 3,2 millones. Viven en el sur de Uganda y norte de Ruanda.[5]

- Toro o batoro, en torno a 1,17 millones. Viven en el sudoeste de Uganda, entre los lagos Alberto y Eduardo, en uno de los cuatro reinos tradicionales de Uganda, el reino de Toro.[6]

- Bunyoro, banyoro o nyoro, unos 1,35 millones. Es uno de los antiguos reinos de África oriental, al este del lago Alberto.

- Banyarwanda, son el principal grupo étnico de Ruanda, divididos en batwa (o twa, muy pocos), hutus ruandeses (1,224 millones en Uganda) y hutus rundis (unos 320.000 en Uganda).

- Gisu, bagisu, masaba o bamasaba, unos 2,23 millones. Viven en las laderas bien regadas del monte Elgon, la zona más densamente poblada de Uganda, donde cultivan mijo, maíz y bananas para uso propio, y café y algodón como cultivos industriales.[7][8]

- Bagwere o gwere, unos 864.000. Cristianos en un 95%, ocupan un área de 2400 km2, la mayoría en los distritos de Budaka, Kibuku y Butebo. Llegaron desde el oeste, cruzaron el lago Kyoga y se establecieron en el río Mpologoma, que desemboca en el lago. Están compuestos por 65 clanes encabezados por un jefe tribal llamado Ikumbania. Son granjeros y tienen fama de buenos educadores.[9]

- bakonjo o konzo, en torno a 1,184 millones.

### Nilóticos

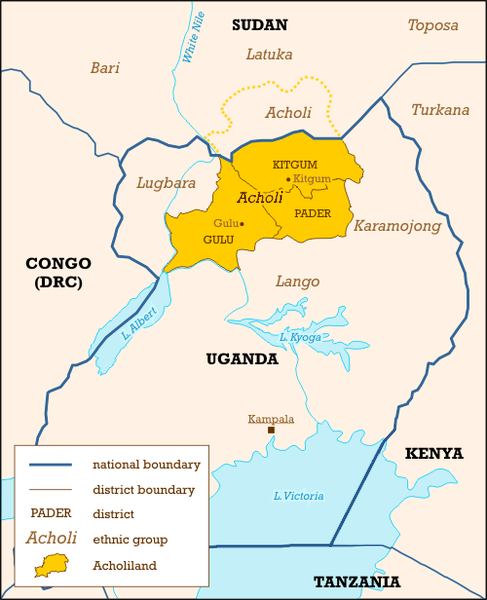
Territorio de los acholi, en el norte de Uganda. normalmente conocido como Acholiland.

- Lango, unos 2,96 millones en 2024. En el centro y norte de Uganda, al norte del lago Kyoga, principalmente en el distrito de Amolatar. Organizados en clanes gobernados por jefes y consejos de ancianos. Viven en aldeas de entre 10 y 150 casas. Pastores y agricultores. Son cristianos pero siguen creyendo en un creador propio y la adoración de los antepasados.

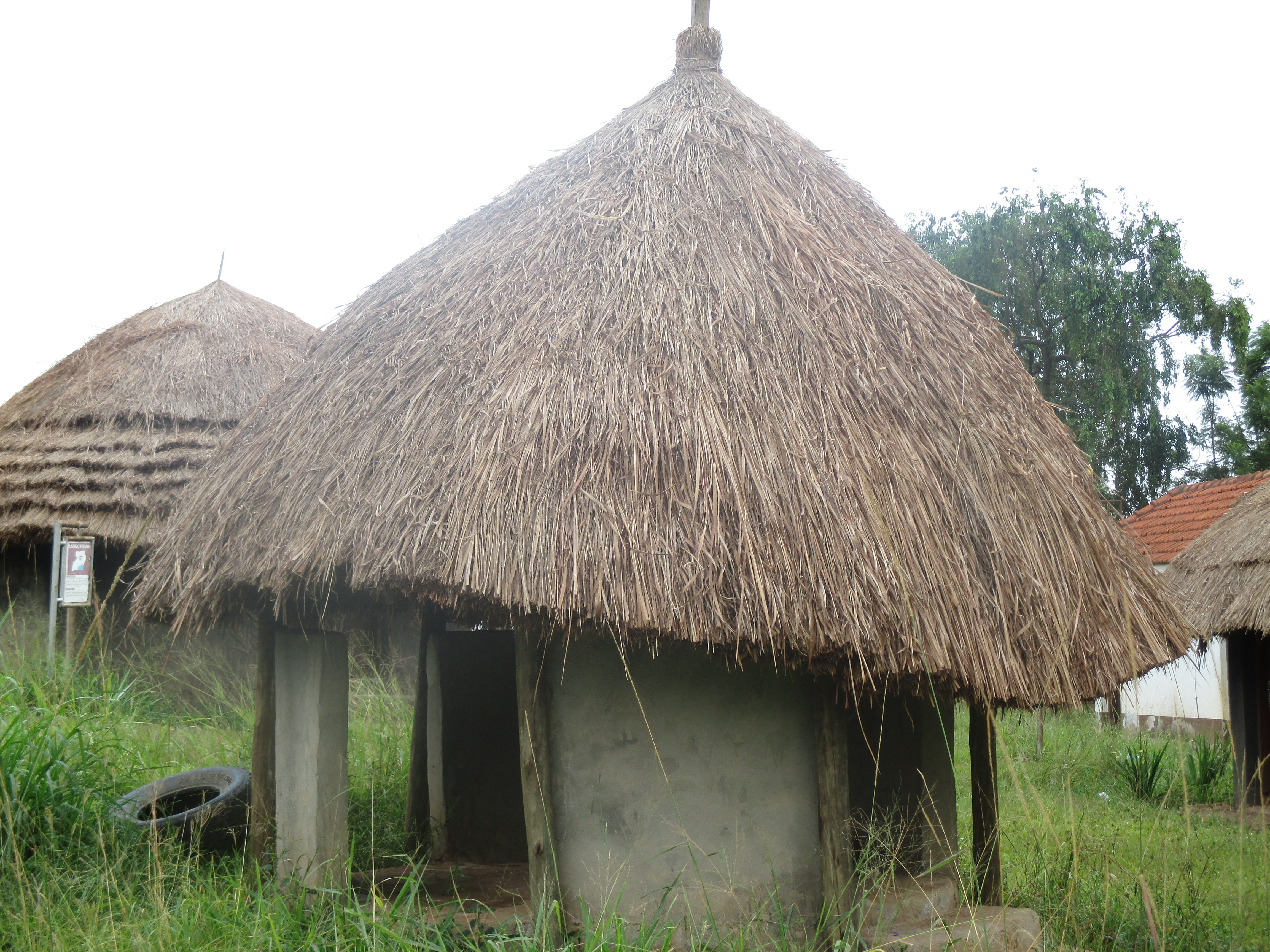
Casa típica acholi, redonda, con un techo cónico, una plataforma para dormir, vasijas para el grano y un hogar.

- Acholi, unos 2,1 millones. Son un pueblo luo cristiano que emigró hacia el año 1000 desde Bahr el Ghazal, al oeste del actual Sudán del Sur, hasta el norte de Uganda y el sur de Sudán del Sur. La mayor parte vive en Uganda. Hablan una lengua luo. A mediados del siglo XIX existían unos 60 pequeños clanes al este de Acholiland, encabezados por rwodi (gobernantes). En esa época, los comerciantes de esclavos árabes empezaron a llamarles shooli, que se transformó en acholi. Los colonizadores británicos potenciaron el desarrollo económico del sur de Uganda, dejando el norte como fuente de soldados, convertido en una etnocracia militar. Durante el régimen de Idi Amín Dadá (1971-1979) se vieron fuertemente reprimidos porque eran partidarios de Milton Obote, que fue presidente entre 1966 y 1971, y luego entre 1980 y 1985. En 1985, el general acholi Tito Okello dio un golpe de Estado y gobernó durante seis meses, hasta que fue derrotado por el Ejército Nacional de Resistencia de Yoweri Museveni, en 1986. En 1987 aparece el Ejército de Resistencia del Señor (LRA), creado por un nacionalista acholi, Joseph Kony, quien pretendió establecer un régimen teocrático basado en el cristianismo. Este periodo, que se dio por terminado en 2017[10] se caracterizó por el uso de niños soldado y el desplazamiento de cerca de dos millones de personas.[11]

- Alur, en torno a 1,37 millones. Son una tribu y un reino que vive en la región del oeste del Nilo, en el noroeste de Uganda, en la frontera del Congo. Pertenecen a los luo, una tribu nilótica occidental. Hablan una docena de lenguas entre Sudán del Sur, la RDC, Uganda, Kenia y Tanzania. En Uganda, son históricamente agricultores, con vacas, cabras y ovejas que también pescan en el río con unas canoas curvas de madera. Sus cultivos se diversificaron modernamente con café, algodón y tabaco, formando cooperativas.[12]
  - Jonam (asociados a los alur). En un censo de 1991, había unos 420.000 jonam alures en Uganda, muchos en el distrito de Nebbi y en los de Pakwach, Zombo y Arua, en el noroeste. Son pastores y agricultores. Esto representa un tercio de los alures, que viven en su mayoría en la RDC.[13] En 2020, había un conflicto entre los acholi y los jonam, en la orilla oriental del río Nilo, que separa ambas etnias, en el distrito de Nwoya.[14] Pero este conflicto procede de antes de los tiempos coloniales, por la tierra, el agua y otros recursos. En 2023, se nombra líder de los jonam a Fred Kuba Opar IV. En la ceremonia, niegan ser parte de los alur.[15]

- Adhola, padhola en Kenia, unos 671.000. Emparentados con los luo, viven en el sudeste de Uganda. Eran pastores que procedían de Sudán y al llegar al norte del Nilo y el este del lago Kyoga se asociaron con los bantúes y se iniciaron en la agricultura. Padhola era el nombre de su tierra prometida. Al instalarse y hacerse agricultores tras talar los bosques se organizaron en linajes. Cultivan mijo, maíz, hortalizas y a mayor escala café, caña de azúcar y algodón.

- Luhya o bukusu, unos 52.000

### Nilo-hamitas

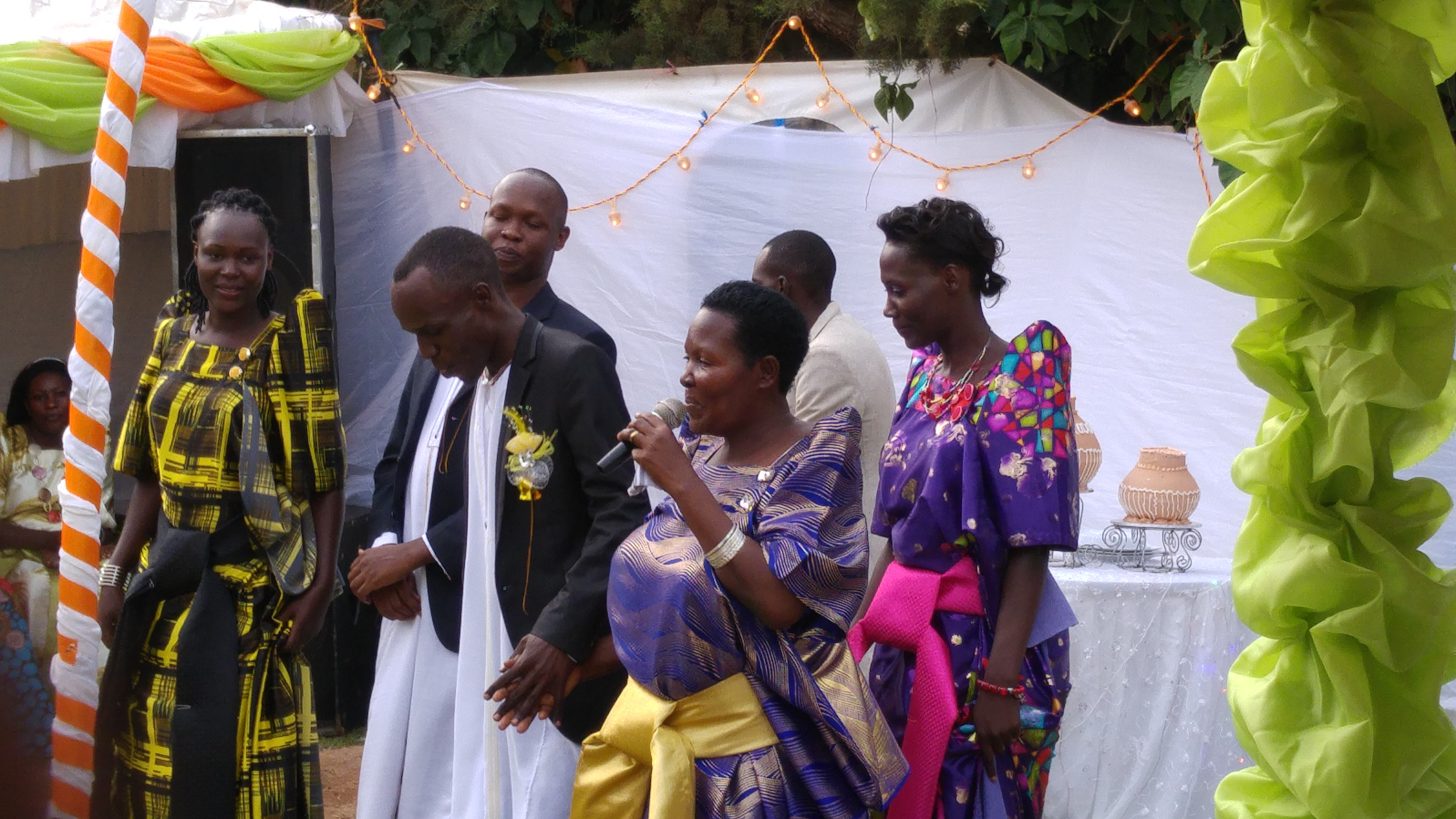
Boda teso en Uganda.

- Teso o iteso, unos 3,27 millones. Viven en el este de Uganda y en el oeste de Kenia, donde hay otro millón. Hablan el idioma teso. Están formados por nueve clanes, cada uno de los cuales tiene un líder llamado Akolon ka Ateker, elegido en una ceremonia llamada Airukorin. Este líder es apoyado por un consejo de ancianos. Tienen un dios supremo llamado Edeke, y numerosos espíritus a los que hay que tener en cuenta. Su principal alimento es el mijo, que se sirve en un plato compartido, Los hombres y las mujeres comen separados. También comen calabazas, frutos silvestres, verduras y legumbres y animales tanto salvajes como domésticos, leche, mantequilla y pescado.[16]

- Karamojong, unos 927.000
  - Dodoth, unos 129.000, pertenecen al pueblo karamojong
- Kumam o akokolemo, unos 370.000
- Kakwa o bari kawka, unos 253.000

- Sebei, unos 381.000. Hablan la Lengua kupsapiiny.[17] Viven al este de Uganda, en las laderas del monte Elgon, en los distritos de Bukwo, Kapchorwa y Kween, en la frontera de Kenia, donde viven los kalenjin, pueblo al que pertenecen. Crían ganado, pero también practican agricultura de subsistencia, con maíz, judías, trigo y patatas. Viven bastante aislados y la mayoría son pobres.[18][19]

- Pokot o kalenjin-pokot, unos 130.000. Viven sobre todo en Kenia, unos 800.000, y en la zona oriental de la región de Karamoja, de Uganda.
- Kalenjin, 1.07 millones
- Labwor (asociados a los acholi)
- Tepeth, unos 33.000

### Sudaneses

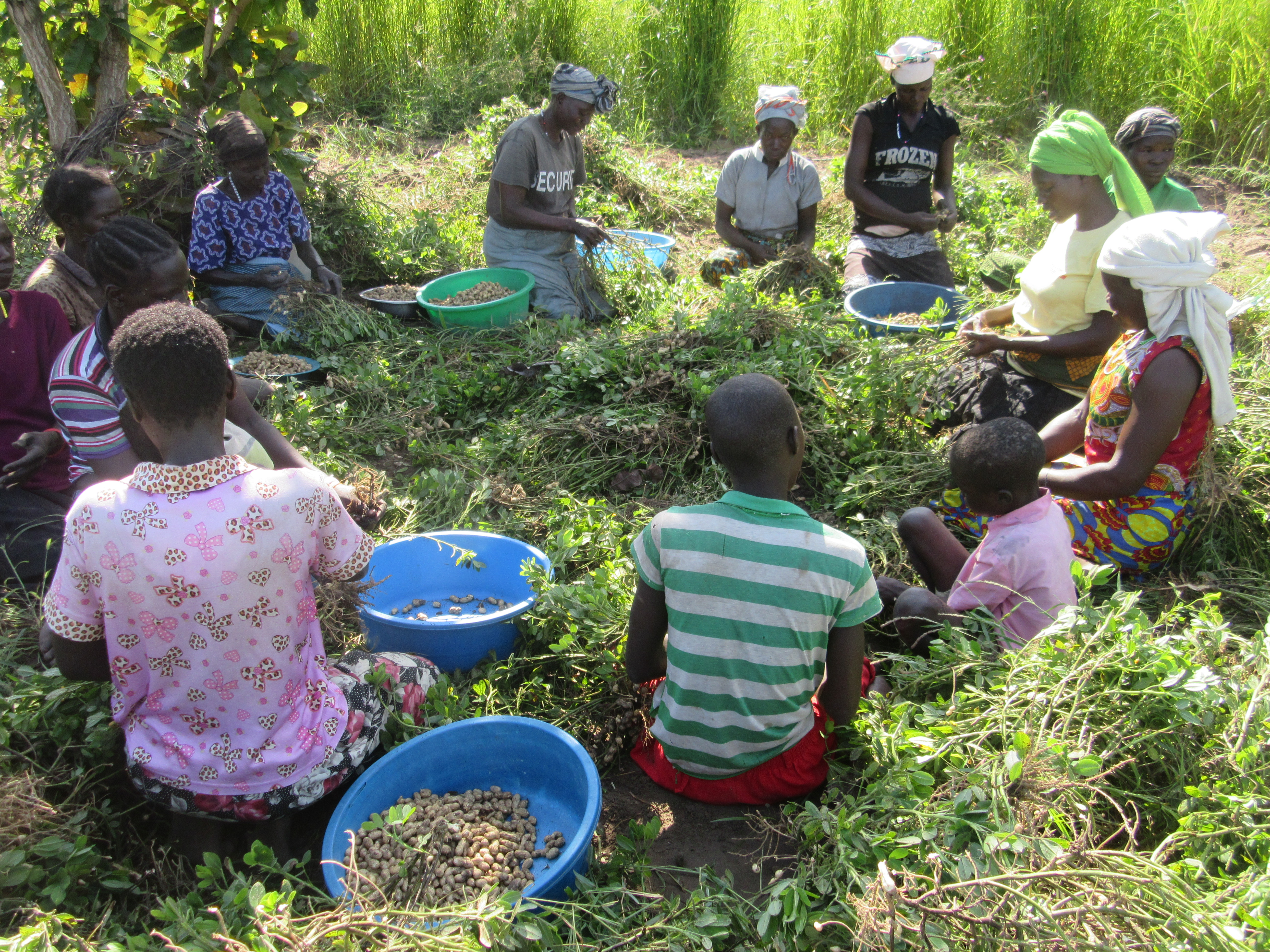
Un grupo de mujeres lugbara en la recogida de los cacahuetes.

- Lugbara o high, en torno a 1,5 millones. Viven en la subregión de Nilo Occidental del norte de Uganda. Hablan varios dialectos del idioma lugbara. Cultivan principalmente mandioca, que se introdujo cuando el mijo y el sorgo se vieron afectados por la sequía en la década de 1960. Crían pollos, cerdos y cabras, y vacas en las zonas altas. También cultivan garbanzos, cacahuetes, sésamo y boniatos, y de forma comercial maíz y tabaco, con la introducción de aguacates, piñas y mangos. Creen en un dios creador, Adroa, que es a la vez un dios y un demonio. Los adroanzi eran dioses específicos de ríos, árboles y otras áreas sagradas.[20] El monte Wati, de unos 1.250 m de altitud, es el punto más alto de la región lugbara y un lugar sagrado para ellos.[21]

- Madi o ma'adi, unos 408.000. Los madi viven en el condado de Magwi, al sur de Sudán del Sur, y en los distritos de Adjumani y Moyo, en Uganda, donde muchos son refugiados que han huido de la guerra civil sudanesa. La mayoría son cristianos y viven de la agricultura, salvo los que viven cerca del río Nilo y practican la pesca por razones comerciales.

- Lendu, unos 26.000. Viven mayoritariamente en el este de la RDC, al oeste y noroeste del lago Alberto, en la boscosa región de Ituri, donde hay más de 750.000. El uso de la tierra en esta región ha provocado varios conflictos entre los lendu, que son agricultores, y los hema, que son pastores, sobre el uso de los recursos y la tierra.[22] Muchos congoleses huyeron a Uganda por culpa del conflicto de Ituri.[23][24] Según Joshua Project, los lendu y los hema, también badha o baledha, son más de 1,4 millones; la mayoría son cristianos.

## Etnias de los refugiados
En Uganda había en noviembre de 2024, 1.786.293 refugiados y buscadores de asilo, aunque es un número que varía constantemente. La mayor parte de ellos procede de Sudán del Sur (971.462), seguidos de la República Democrática del Congo (559.198), y ya muy lejos, Sudán (62.773), Eritrea (58.330, Somalia (50.493), Burundi (43.006), Ruanda (24.118), Etiopía (14.707), y otros (1726).
Las siete etnias más numerosas procedentes de Sudán del Sur son los kakwa (180.000), seguidos de los Kuku (150.000), dinka (130.000), madi (80.000), pojulu (70.000), acholi (50.000) y nuer (40.000). De la RDC, las siete etnias más numerosas son los hutu (180.000), hema (40.000), tutsi (20.000), shi (10.000), alur (10.000) y otros (10.000). Algunos campos de refugiados de sudaneses del sur se están convirtiendo en ciudades permanentes, como el asentamiento de Bidibidi.